# Kansas City (Kansas)
Kansas City ist mit 156.607 Einwohnern (Stand: Volkszählung 2020) die drittgrößte Stadt im US-Bundesstaat Kansas und eine traditionsreiche Industriestadt mit Schwerpunkten in der Nahrungsmittel- und Chemieindustrie sowie Standort einer Universitätsklinik. Am Missouri River gelegen, bildet sie gemeinsam mit ihrer größeren und gleichnamigen Schwesterstadt im US-Bundesstaat Missouri das Zentrum der Metropolregion Kansas City. Die Stadt ist Sitz des Erzbistums Kansas City der römisch-katholischen Kirche.
Anders als Lage und Name der Stadt vermuten lassen, ist sie nicht Hauptstadt ihres Bundesstaates. Diese Funktion erfüllt das etwa 100 km westlich gelegene und etwas kleinere Topeka.

## Einwohnerentwicklung
| Jahr | Einwohner 1 |
| ---- | ----------- |
| 1980 | 161.148     |
| 1990 | 149.767     |
| 2000 | 146.906     |
| 2010 | 145.786     |
| 2020 | 156.607     |

## Geschichte
Im Jahr 1845 gründeten die Wyandot-Indianer auf dem heutigen Stadtgebiet eine Siedlung. 1855 verkauften sie den Ort und dessen Umgebung an die Bundesregierung in Washington. 1863 wurde wegen des Baus der ersten transkontinentalen Eisenbahn in Nordamerika ein Bahnhof in Wyandotte eröffnet, benannt nach den dort siedelnden Indianern. Die Gegend entwickelte sich dadurch zu einem wichtigen Umschlagsplatz für Vieh.
Im Jahre 1886 entstand durch den Zusammenschluss der Gemeinden Armondale, Armstrong und Wyandotte die Stadt Kansas City. 1905 wurde mit dem University of Kansas Medical Center eine der bekanntesten Bildungseinrichtungen von Kansas City gegründet, die allerdings keine selbständige Universität ist, sondern medizinische Forschungseinrichtungen und das Universitätskrankenhaus der University of Kansas umfasst. Der Haupt-Campus der University of Kansas befindet sich in Lawrence.

## Geographie

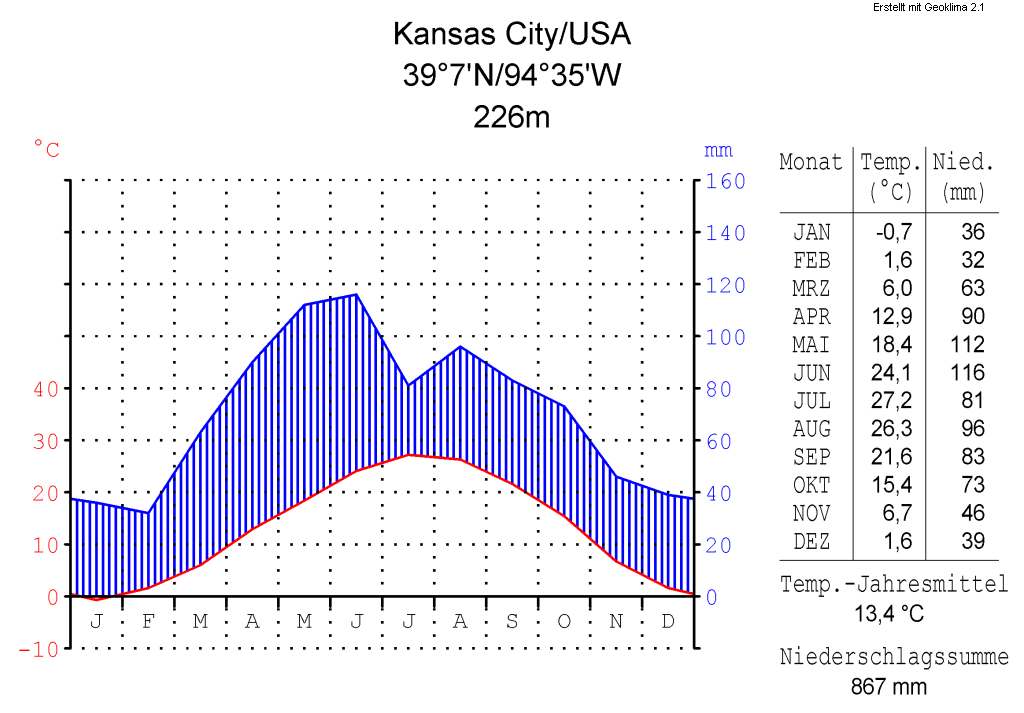
Klimadiagramm von Kansas City

Die nördliche Grenze der Stadt und gleichzeitig die Staatsgrenze von Kansas bildet der Missouri River. Im Nordosten der Stadt, an der Mündung des Kansas River in den Missouri River, verlässt die Staatsgrenze den Verlauf des Missouri River und läuft schnurgerade nach Süden. Jenseits der Staatsgrenze im Staat Missouri liegt beidseits des Missouri River eine weitere Stadt mit dem Namen Kansas City, die über dreimal so viele Einwohner hat. In dem Ballungsraum leben etwa 1,9 Mio. Menschen.
Die Gegend ist sehr flach, abgesehen von ein paar künstlichen Hügeln für Bürogebäude und Wohnanlagen, die für ein wenig Abwechslung sorgen sollen. Der Fluss ist praktisch überall von mehrstufigen Dammsystemen umgeben, da es hier in der Vergangenheit mehrmals zu heftigen Fluten kam.

### Stadtgliederung
Kansas City ist in Stadtvierteln organisiert, die früher zum Teil selbstständige Städte waren.
Stadtviertel von Kansas City:
- Downtown Kansas City, Kansas
- Argentine
- Armourdale, wurde 1886 zu Kansas City eingemeindet.
- Armstrong
- Bethel
- Fairfax District
- Muncie
- Maywood
- Nearman
- Piper
- Pomeroy
- Rosedale
- Stony Point
- Strawberry Hill
- Turner
- Vinewood
- Wolcott
- Welborn

## Bevölkerung
55,7 % der Bevölkerung von Kansas City sind Weiße. 30,1 % der dort lebenden Menschen sind Afroamerikaner, 0,8 % sind Indianer, 1,7 % sind Asiaten, 11,8 % Sonstige.
Es leben etwas mehr Frauen als Männer in der Stadt. Auf 100 Frauen entfallen 95,6 Männer.
17,1 % der Bevölkerung leben unterhalb der Armutsgrenze. Besonders ausgeprägt ist die Jugendarmut (23,8 % der Minderjährigen gelten als arm).

## Bauweise
Im Zentrum der Stadt gibt es einige Hochhäuser. Ansonsten ist die Stadt sehr weitläufig verteilt, mit vielen Highways, die Kansas City mit verschiedenen Vororten verbinden.

## Sport

### Kansas Speedway
Der Kansas Speedway ist eine Rennstrecke in der Nähe von Village West im Wyandotte County. Auf der 2,41 km langen Strecke finden neben dem NASCAR Sprint Cup auch Rennen der Indy Racing League statt. Das erste Rennen, das im Rahmen der NASCAR K&N Pro Series West veranstaltet wurde, wurde am 2. Juni 2002 auf diesem Speedway ausgetragen.

### Kansas City T-Bones
Die Kansas City T-Bones sind eine professionelle Baseball-Mannschaft und bestreiten ihre Spiele in der von der Major League Baseball unabhängigen American Association of Independent Professional Baseball. Die Heimspiele werden im CommunityAmerica Ballpark ausgetragen.

### Sporting Kansas City
Sporting Kansas City ist ein Fußball-Franchise der Major League Soccer aus Kansas City, Missouri. Die Mannschaft wurde 1995 als Kansas City Wiz gegründet. Seit Sommer 2011 trägt das Franchise seine Heimspiele im Children’s Mercy Park in Kansas City, Kansas aus. Zu den bisher größten Erfolgen zählen der Gewinn des MLS Cups 2000 und 2013 sowie der Pokalerfolg 2004 im Lamar Hunt U.S. Open Cup.

## Söhne und Töchter der Stadt
- Adolphus Alsbrook (1912–1988), Jazz-Bassist, Arrangeur
- Edward F. Arn (1906–1998), Jurist, Politiker und Gouverneur von Kansas
- Ed Asner (1929–2021), Schauspieler
- Laura Banks (* 1956), Schauspielerin, Komödiantin, Autorin und Radioproduzentin
- Frank Barkow (* 1957), Architekt
- Robert Frederick Bennett (1927–2000), Politiker und Gouverneur von Kansas
- BloodPop (* 1990 als Michael Tucker), Musiker
- Diane Brewster (1931–1991), Schauspielerin
- Trai Byers (* 1983), Schauspieler
- John Carmack (* 1970), Programmierer und Spieleentwickler
- Jayne Casselman (1955–2016), Opernsängerin
- Harry Darby (1895–1987), US-Senator
- Nathan Davis (1937–2018), Musiker des Modern Jazz
- James H. DeCoursey (1932–2016), Politiker
- Robert Docking (1925–1983), Politiker und Gouverneur von Kansas
- Joseph Patrick Dougherty (1905–1970), römisch-katholischer Geistlicher
- Larry Drew (* 1958), Basketballspieler und -trainer
- Daniel L. Fapp (1904–1986), Kameramann
- Samantha Fish (* 1989), Blues- und Country-Gitarristin, Sängerin und Songwriterin
- Scott Foley (* 1972), Schauspieler
- Newell A. George (1904–1992), Politiker
- Piney Gir (* 19??), britische Sängerin
- Maurice Greene (* 1974), Leichtathlet
- Seth Greisinger (* 1975), Baseballspieler
- Paul Randall Harrington (1911–1980), Orthopäde
- Dick Hickock (1931–1965), Verbrecher und Mörder
- John E. Hodge (1914–1996), Chemiker
- Wilkins P. Horton (1889–1950), Politiker
- Carmell Jones (1936–1996), Jazz-Trompeter
- Ron Jones (* 1954), Komponist
- Edward Keating (1875–1965), Politiker
- Bart Kosko (* 1960), Autor und Professor für Elektrotechnik und Recht
- Christopher R. Johnson (* 1960), Informatiker und Biophysiker
- Michael Francis McAuliffe (1920–2006), römisch-katholischer Bischof
- Gene McDaniels (1935–2011), Popmusiksänger, Komponist und Musikproduzent
- Marcy McGuire (1926–2021), Schauspielerin und Sängerin
- Janelle Monáe (* 1985), Soul- und Funk-Sängerin
- Alex Neustaedter (* 1998), Schauspieler
- Emerson Norton (1900–1986), Leichtathlet
- Bob Orton senior (1929–2006), Wrestler
- Charlie Parker (1920–1955), Jazzmusiker und Komponist
- John Quade (1938–2009), Schauspieler
- Shanna Reed (* 1956), Schauspielerin und Tänzerin
- Richard Rhodes (* 1937), Sachbuchautor, Wissenschaftsjournalist und Pulitzer-Preisträger
- Angus Scrimm (1926–2016), Schauspieler
- Eric Stonestreet (* 1971), Schauspieler
- Lyle Waggoner (1935–2020), Schauspieler
- Dee Wallace-Stone (* 1949), Schauspielerin
- Matt Stutzman (* 1982), Bogenschütze
- Tuc Watkins (* 1966), Schauspieler
- Earl Watson (* 1979), Basketballspieler und -trainer
- Jack Welpott (1923–2007), Fotograf
- Marva Whitney (1944–2012), Funk-Sängerin
- Chely Wright (* 1970), Country-Sängerin

## Städtepartnerschaften
- Linz in Österreich seit 1988